# Atzompa, Zoquitlán
Atzompa är en ort i Mexiko.   Den ligger i kommunen Zoquitlán och delstaten Puebla, i den sydöstra delen av landet, 260 km öster om huvudstaden Mexico City. Atzompa ligger 499 meter över havet och antalet invånare är 172.
Terrängen runt Atzompa är huvudsakligen bergig, men åt nordost är den kuperad. Runt Atzompa är det ganska tätbefolkat, med 96 invånare per kvadratkilometer. Närmaste större samhälle är Tecpantzacoalco, 16,7 km nordväst om Atzompa. I omgivningarna runt Atzompa växer i huvudsak städsegrön lövskog.